# بافل ديليباشيتش
بافل ديليباشيتش هو لاعب كرة قدم صربي في مركز الهجوم، ولد في 30 نوفمبر 1978 في ميتروفيتسا في صربيا. لعب مع سبارتاك سوبتيتسا ونابريداك كروشيفاتس ونادي تشوكاريتشكي ونادي تشونغتشينغ ليانغجيانغ ونادي تيوتا دورس ونادي زيمون ونادي لوكوموتيف بلوفديف.